# Паранга
Паранга (на руски: Параньга) е селище от градски тип в Русия, административен център на Парангински район, автономна република Марий Ел. Населението му към 1 януари 2018 година е 5411 души.